# Juan Nepomuceno de Orbe
Juan Nepomuceno de Orbe y Mariaca (Ermua, 2 de mayo de 1817 - Ermua 21 de abril de 1891), cuarto marqués de Valde-Espina (1850-1891) fue un político y militar español.

## Biografía
Único hijo del mariscal de campo carlista José María de Orbe y Elío que llegó a edad adulta. Durante su juventud luchó a las órdenes de su padre en sus campañas durante la primera guerra carlista. Tras el convenio de Vergara de 1839, que el marqués de Valde-Espina no aceptó, se exilió con su padre en Francia. Tenía 22 años de edad y había alcanzado el grado de comandante. A la muerte de su padre en 1850 se convierte en marqués de Valdespina y hereda el papel relevante que este había tenido en el movimiento carlista.

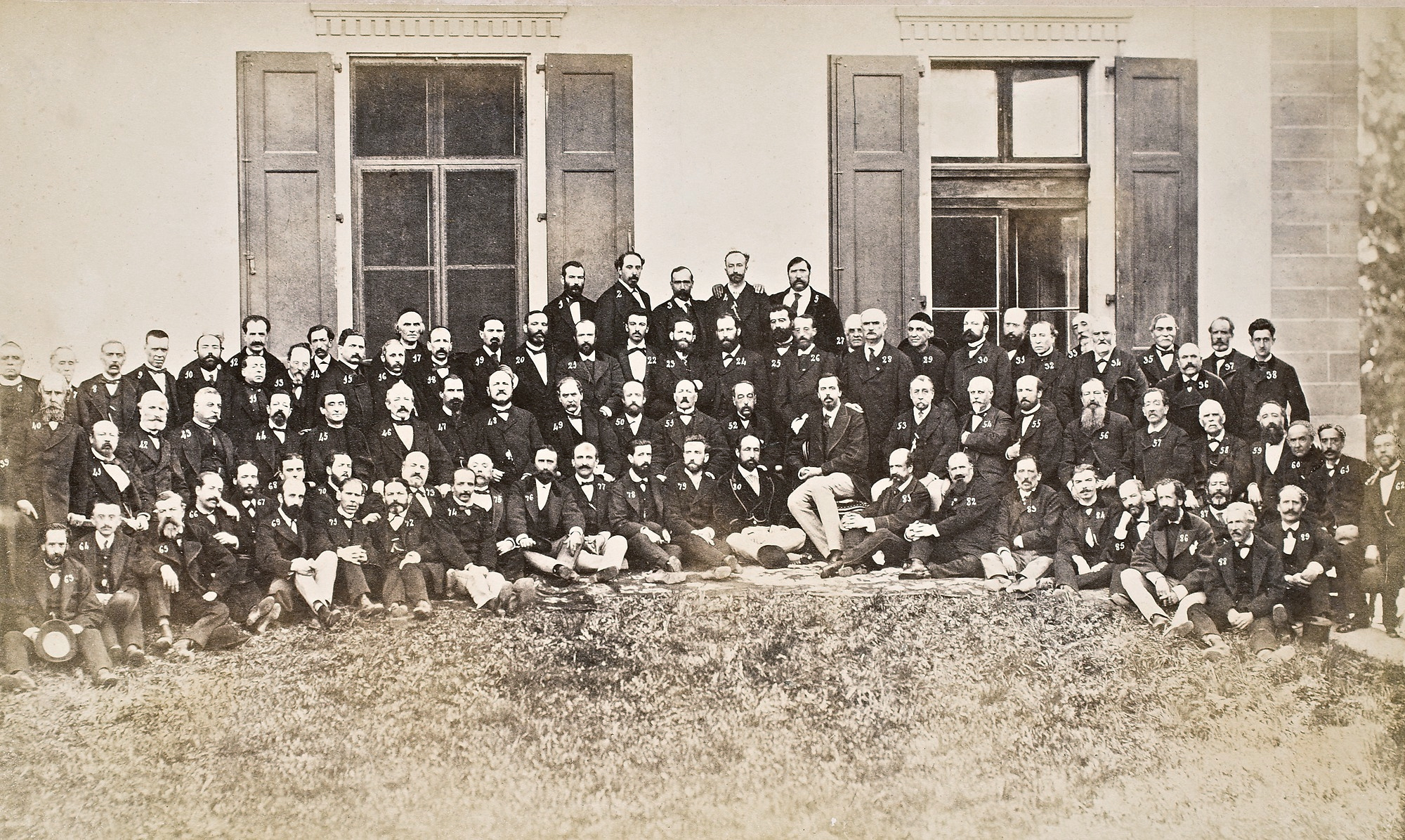
El marqués de Valde-Espina (81), sentado a la izquierda de Carlos VII, en la Junta de Vevey. Suiza, 1870.

En 1860 participa en la fallida intentona carlista de San Carlos de la Rápita. Tras la revolución de 1868 que derroca a la reina Isabel II de España, pasa a ocupar un puesto político relevante en el carlismo vasco. En 1871 es elegido senador por Vizcaya representando al carlismo (Comunión Católico-Monáquica) durante el Sexenio Democrático. Poco después, primero en 1872 y luego en 1873 se alzó en armas apoyando el carlismo durante la tercera guerra carlista (conocida como segunda guerra carlista en el País Vasco). Durante esta guerra fue jefe del estado mayor carlista. Llegó a ser comandante general de Vizcaya y teniente general. Al acabar la guerra en 1876 volvió a exiliarse en Francia. Regresó de nuevo a España en 1880, convirtiéndose en el jefe político del carlismo en el País Vasco y Navarra.
En 1891, poco antes de su muerte, el pretendiente carlista Carlos de Borbón y Austria-Este le nombró a título honorífico capitán general. 
Juan Nepomuceno de Orbe casó con María Casilda Gaytán de Ayala y Areizaga y tuvieron dos hijos, José María y Cándido, que fueron también destacadas figuras del carlismo.